# Лихота Михайло
Лихота Михайло Андрійович (* 5 квітня 1930, с. Злоцьке, Новосондецький повіт, Краківське воєводство, Польща — † 18 листопада 1994, Київ) — редакційно-видавничий працівник, народний маляр.
Народився в селі Злоцькому на Лемківшині. Дітей у Михайлових батьків, як і в усіх лемківських родинах, було багато — 7 (Михайло — четвертий).
Неповну середню освіту здобув у 1944 р. в Криниці. У 1945 р. переселений в Україну (Копичинці на Тернопільщині). У 1949 р. закінчив середню школу і вступив на художнє відділення редакційно-видавничого факультету Українського поліграфічного інституту у Львові, який закінчив у 1954 р.
Після служби у війську працював технічним редактором, у 1958 р. призначений завідувачем видавничого відділу видавництва «Дніпро» у Києві, а з 1963 по 1991 був заступником директора з виробництва.
Вільний час віддавав мистецтву живопису. Створив цикл картин «Церкви Лемківщини». На персональній виставці у Львівському скансені (травень 1994) експонувалося 70 полотен з зображенням цікавих лемківських храмів. Виставка ця була повторена у м. Бережанах (1994), Тернополі (1995). Мріяв доповнити колекцію і видати альбом картин, але передчасна смерть перешкодила цьому.
За заслуги па книговидавничій ниві М. А. Лихоті присвоєно звання Заслуженого працівника культури.
З іменем Михайла Лихоти тісно пов'язане створення у Києві товариства «Лемківщина».
| Художник | Це незавершена стаття про художника. Ви можете допомогти проєкту, виправивши або дописавши її. |